# San Isidro Xkanán
San Isidro Xkanán fue una hacienda ubicada al poniente de localidad de Sitpach, municipio de Mérida, en Yucatán, México.

## Toponimia
El nombre (San Isidro) hace referencia a Isidro Labrador y "Xkanán" proviene del idioma maya.

## Datos históricos
- En 1932 por decreto pasa a la jurisdicción del pueblo de Sitpach junto con las localidades Santa  María  Chi,  San Juan  Dzonot,  Yaxché y San  Antonio Nohoch

## Demografía
Según el censo de 2010 del INEGI, la población de la localidad era de 3 habitantes. La población actualmente se encuentra conurbada a Sitpach.
| 0                           |
| (Fuente: INEGI [Consultar]) |

| 3                           |
| (Fuente: INEGI [Consultar]) |